# Iddon ap Ynir
Iddon ap Ynir  roi  de Gwent du VIe siècle.

## Biographie
Iddon est le fils ou le petit fils d'Ynir ou Honorius. Il est difficile de dater précisément son règne et il peut avoir gouverner jusqu'à la décennie 580 voire 590. Il est réputé avoir vaincu les saxons.... Dans ce contexte  sa victoire aurait été remporté sur Ceawlin mais il est possible que ce combat ne soit qu'une escarmouche contre Cerdic ou Cynric. Afin de réparer des « mauvaises actions » non spécifiées, avant de mourir il aurait fait des donations à l'église.